# Trajan Popesco
 (décembre 2014).
Si vous disposez d'ouvrages ou d'articles de référence ou si vous connaissez des sites web de qualité traitant du thème abordé ici, merci de compléter l'article en donnant les références utiles à sa vérifiabilité et en les liant à la section « Notes et références ».
Trajan Popesco, né le 1er août 1920 à Florica (Județ de Buzău) en Roumanie, et mort le 22 septembre 2007 à Vichy en France, est un chef d'orchestre et chef de chœur français d'origine roumaine.

## Biographie
Trajan Popesco nait en Roumanie en 1920.
Après des études de théologie et de musique à l'académie royale de musique de Bucarest, Trajan Popesco vient en France en 1946, comme Maître de Chapelle de l'église orthodoxe roumaine. L'année suivante, après le triomphe du parti communiste roumain qui amena l'abdication du roi Michel et la séparation de l'église et de l'état, il décide de rester en France dont il adoptera la nationalité en 1958. Il obtient au conservatoire national supérieur de musique de Paris le premier prix de direction d'orchestre en 1956 dans la classe de Louis Fourestier.
Les Concerts Spirituels de Saint-Germain-des-Prés (association fondée par ses soins en 1955) qu'il a dirigé pendant de nombreuses années avec un répertoire de musique sacrée, ont obtenu une grande réussite. Il a poursuivi à l'église de la Trinité, à l'époque où Olivier Messiaen tenait l'orgue. Il a toujours souhaité diriger les grands oratorios classiques, en parallèle à sa carrière internationale car il aimait se situer dans la grande tradition des maîtres de chapelle allemands du dix huitième siècle.
Ayant systématiquement privilégié les concerts publics, les quelques enregistrements existants sont des retransmissions radiophoniques ou télévisuelles.
Fondateur de l'orchestre de chambre de Nantes en 1959, de l'orchestre Pro Musica de Paris, de l'académie musicale de Vichy, il dirigea entre autres, l'orchestre des Concerts Colonne, l'orchestre symphonique de la radiodiffusion française, l'orchestre national de Monte Carlo, l'orchestre de la radiodiffusion de Bruxelles, celui de Bucarest, le London Symphony Orchestra, l'orchestre de la fondation Gulbenkian à Lisbonne...
Le Figaro écrivit un jour « plus qu'un chef, il est l'apôtre d'une foi. La musique, il la prend à bras-le-corps, il la fait aimer ».
Il est décédé à Vichy le 22 septembre 2007. Il a été inhumé à Buc auprès de son fils Christian, violoniste, décédé à 31 ans.

## Autobiographie (extraits)
"Ma vocation qui semblait s'orienter vers un sacerdoce de tradition ecclésiastique s'est muée en un sacerdoce plus spirituel et éthéré d'une essence toute particulière qui, à mon avis, rejoint la divinité par le moyen le plus direct qui ne peut être que la musique"
"Mon premier Maître fut, en même temps qu'un musicien expérimenté, un homme qui était aimé de tous. Sa calligraphie musicale, son application au travail bien fait, sa conscience du rôle joué par l'interprète qui doit toujours s'effacer devant le véritable créateur. Cet homme était Eugène Bigot."
"Passé ensuite dans la classe de Louis Fourestier, qui nous a légué la méthode de travail afin de pouvoir assimiler et retenir un texte par cœur. Je lui en serais à jamais reconnaissant car le côté du chef d'orchestre aussi spectaculaire qu'il soit, n'est véritablement efficace que lorsque sa tête qui détient tous les leviers de commande est bien organisée."
"Quant à Paul van Kempen, cet émule de la grande tradition des vieux Kappelmeisters tels que Weingartner et Nikitch...., je me bornerai à deux remarques : la première est la fulgurante découverte du véritable rôle du chef d'orchestre... qui doit tout simplement être un médium. La deuxième est l'audacieuse démarche que tout chef doit entreprendre chaque fois qu'il monte à un pupitre d'orchestre, surtout lorsque celui-ci lui est inconnu."
"Mes rapports avec Georges Enesco étaient anciens et revêtaient l'allure d'une affection presque paternelle, car ce maître - dont certains ont pu dire qu'il était inabordable - pénétrait avec perspicacité dans l'âme de tous ceux qui l'approchaient et n'accordait qu'au compte-gouttes sa confiance... Il faisait tout pour ceux que sa sensibilité lui désignait comme méritant sa confiance."
"On m'a raconté que, assis par terre et les yeux fermés, ces jeunes et moins jeunes s'extasiaient en écoutant les envolées lyrique de - Et incarnatus est - de la messe en Ut mineur de Mozart ainsi que le profond message de - Crucifixus - de la messe en si mineur de Bach qui, soit dit en passant, avait ému jusqu'au larmes le Kantor lui-même."
"De même que les vertus cardinales se résument en une seule - l'amour -la musique n'a qu'un seul moteur : la communication. Et pour cela vous ne pouvez rien si le don de la transmission ne vous est pas donné d'en haut. La responsabilité d'un chef lorsqu'il conduit des masses architecturales et chorales est totale. Nul, plus que lui, n'est exposé aux attaques de la critique.... On ne juge le chef d'orchestre qu'en fonction de l'émotion artistique qu'il procure...Si, à chaque concert, il sent encore cette angoisse exaltante qui lui est indispensable pour donner vie à l’œuvre qu'il interprète, c'est qu'il comprend un peu mieux sa mission."
"Musique,spiritualité... tout s'enchevêtre. Besoin intérieur, évasion ? Médium ? Voici quelques aspects qui ont inspiré ma quête en vue de réaliser une vocation que j'ai toujours tenue pour sûre et pour laquelle je remercie le Ciel qui a voulu faire de moi son instrument ou, comme l'a dit un jour un grand musicologue français, Bernard Gavoty, "un apôtre de la musique". Si je le reprends, c'est par reconnaissance envers Celui qui me les a conférées."

## Œuvres
- Liturgie de Saint Jean Chrisostome pour chœur mixte (Paris Salabert 1968)
- Beatus Vir pour soli chœurs et orchestre
- Suite pour orchestre à cordes (inédit)
- Divertissement symphonique et chorégraphique

## Discographie sélective
1963 : Messe à 8 voix et 8 Instruments H 3 de Marc-Antoine Charpentier sous la direction de Trajan Popesco. LP A. Charlin.